# 진천종박물관
진천종박물관은 충청북도 진천군에 위치해있으며, 2005년 개관한 국내 유일의 종(鍾) 전문 박물관으로, 국가무형유산 주철장 원광식 선생의 작품을 중심으로 한국 범종의 역사와 주조 기술, 타종 체험 등 다양한 전시 및 문화 프로그램을 제공하는 특별한 문화 명소이다.
진천종박물관은 개관 20주년을 맞아 “전시실 및 내부 콘텐츠의 대대적인 새 단장”을 추진 중이다. 2025년 6월 23일부터 전면 휴관에 들어가며, 30억 원의 예산을 들여 전시실을 최신 체험형 콘텐츠 중심의 복합문화공간으로 전면 개편한다.
기존 전시실은 ▲밀랍 주조법 체험실 ▲어린이 체험관 ▲보이는 수장고 등으로 새롭게 조성될 예정이다. 내부 공간 구조는 어린이와 가족 관람객, 교육 목적 방문객을 위한 체험 및 교육 공간 확대에 중점을 두어 설계되었다. 기존 사무 공간을 줄이고 자료실과 교육실, 사회공헌 공간(배리어프리 문화공간)도 신설된다. 박물관의 소장품 수장 공간을 대폭 확대, 지역민 대상 자료실 공유로 문화 거점 공간 기능도 강화될 예정이다. 2025년 6월부터 약 5개월간 공사가 진행되며, 11월경 재개관을 목표로 하고 있다.

## 연혁
- 2005년 9월 개관

## 시설 현황
- 위치: 충청북도 진천군 진천읍 백곡로 1504-12
- 부지면적 10,383m², 건축면적 1,441.21m², 연면적 2,609.3m²
- 층수 지하 1층/지상 2층

## 관람 안내
- 관람시간: 오전 10:00 ~ 오후 6:00 (매표시간: 오전 10:00 ~ 오후 5:00)
- 관람료 성인 5,000원 (진천군립 생거판화미술관 통합관람권 / 진천사랑상품권 100% 환급)
- 휴관일 매주 월요일, 1월 1일, 설날, 추석